# دلفو کابررا
دلفو کابررا گومز (انگلیسی: Delfo Cabrera Gómez؛ ۲ آوریل ۱۹۱۹ – ۲ اوت ۱۹۸۱) یک دونده رشته ماراتون اهل آرژانتین بود.